# Grégoire Ludig
Grégoire Ludig, né le 11 août 1982 à Fleury-Mérogis, est un acteur, humoriste et producteur français. Il forme avec David Marsais le duo comique Palmashow depuis 2002.

## Biographie
Né le 11 août 1982, Grégoire Ludig, qui grandit dans les Yvelines, découvre le théâtre dans sa jeunesse grâce à son père. Il écrit à l'âge de 15 ans en 1997 ses premiers sketchs.
C'est au collège Maurice-Ravel de Montfort-l'Amaury qu'il rencontre et se lie d'amitié avec David Marsais. Après avoir passé le brevet, les deux amis se retrouvent au lycée Jean-Monnet à La Queue-lez-Yvelines. Le duo commence rapidement à écrire de petits sketchs et se trouve un nom : le Palmashow.
Après avoir décroché son baccalauréat, il s'inscrit en licence d'arts du spectacle au centre Censier ; études qu'il abandonne pour suivre une formation de comédien aux Ateliers du Sudden à Paris.

### Vie privée
Il est en couple avec Marie Portolano, journaliste et animatrice d'émissions de télévision, avec qui il se marie en juin 2019. Ils deviennent parents d'un garçon en 2022 et d'une fille en 2024.

## Carrière
En 2008, il fait une série parodique avec son acolyte David Marsais sur Konbini TV du nom de Remakers.
En 2010, le duo fait La Folle Histoire du Palmashow qui est diffusé sur D8. Il obtient son premier rôle au cinéma dans Les Émotifs anonymes de Jean-Pierre Améris.
Entre 2011 et 2014, il obtient quelques rôles au cinéma dont notamment le film Les Gazelles, où il incarne le frère de Camille Chamoux.
En 2015, il tourne aux côtés de Virginie Efira dans le film Et ta sœur ? de Marion Vernoux.
En 2016, l'acteur joue dans la comédie La Folle Histoire de Max et Léon de Jonathan Barré et du Palmashow.
En 2018, il joue le rôle de Fugain dans Au poste ! de Quentin Dupieux aux côtés de Benoît Poelvoorde. Ils ont retravaillé ensemble sur Mandibules, qui sort en 2020. Il joue cette fois-ci aux côtés de son acolyte du Palmashow, David Marsais.
En 2022, il joue aux côtés de David Marsais dans la comédie Les Vedettes de Jonathan Barré. Cette même année, il collabore de nouveau avec Quentin Dupieux dans Fumer fait tousser.

## Filmographie

### Cinéma

#### Longs métrages
- 2010 : Les Émotifs anonymes de Jean-Pierre Améris : Julien
- 2011 : Monsieur Papa de Kad Merad : Le jeune branché
- 2012 : Dépression et des potes de Arnaud Lemort : Un policier
- 2013 : 9 mois ferme d'Albert Dupontel : Un fêtard du 31 décembre
- 2014 : Babysitting de Philippe Lacheau : Paul
- 2014 : Les Francis de Fabrice Begotti : Un gendarme
- 2014 : Les Gazelles de Mona Achache : Marco
- 2015 : Et ta sœur de Marion Vernoux : Pierrick
- 2015 : Les Dissociés du collectif Suricate : Thibault
- 2015 : Babysitting 2 : Paul
- 2016 : La Folle Histoire de Max et Léon de Jonathan Barré : Léon (également scénariste)
- 2016 : Maman a tort de Marc Fitoussi : le père
- 2017 : Bonne Pomme de Florence Quentin : Rico
- 2017 : Santa et Cie d'Alain Chabat : Commissaire Stéphane Bertoli
- 2018 : Au poste ! de Quentin Dupieux : Fugain
- 2019 : Les Petits Flocons de Joséphine de Meaux : Thomas
- 2020 : Mandibules de Quentin Dupieux : Manu
- 2020 : Adieu les cons d'Albert Dupontel : le préposé 1
- 2022 : Les Vedettes de Jonathan Barré : Daniel Santini (également scénariste)
- 2022 : La Page blanche de Murielle Magellan : Francis
- 2022 : Fumer fait tousser de Quentin Dupieux : Christophe
- 2023 : Les Cadors de Julien Guetta : Antoine Dagostino
- 2023 : Bonne Conduite de Jonathan Barré : capitaine Giordano
- 2024 : L'Esprit Coubertin de Jérémie Sein : Lionel
- 2024 : Trois Amies d'Emmanuel Mouret : Éric
- 2024 : Joli Joli de Diastème : Gabriel Faure, le metteur en scène

### Télévision

#### Séries télévisées
- 2012 : Bref : un interne
- 2012 : Scènes de ménages : Etienne
- 2013 : Hero Corp : Eau-Man
- 2016 : Maman a tort : le père d'Anouk
- 2022 : Visitors : le présentateur du journal
- 2023 : Pamela Rose, la série : le shérif McArthur
- 2024 : Le Monde magique de Jérôme Commandeur
- 2025 : Bref. (saison 2) : Le médecin (caméo)

#### Émissions de télévision
- 2008 : Remakers sur Konbini TV
- 2010 : La Folle Histoire du Palmashow sur D8
- 2011 : Le Comité de la Claque, 300 et Braveheart sur France 4
- 2011-2012 : Very Bad Blagues sur D8
- 2012-2013 : Palmashow, l'émission sur D8
- 2014 : La Folle Soirée du Palmashow sur D8
- 2015 : La Folle Soirée du Palmashow 2 sur D8
- 2016 : La Folle Soirée du Palmashow 3 sur C8
- 2017 : Cannes Off dans Quotidien sur TMC
- 2019 : Ce soir c'est Palmashow sur TF1
- 2023 : Ce soir c'est Palmashow 2, TF1

#### Séries d'animation
- 2025 : Astérix et Obélix : Le Combat des chefs : Abraracourcix et le Romain sommelier[5] (mini-série, création de voix)

## Théâtre
- 2006 : Les Femmes savantes de Molière, mise en scène Raymond Acquaviva : Ariste
- 2006 : Quand le cœur se déchire... de Victor Hugo, mise en scène Nicolas Lormeau : Ruy Blas
- 2006 : L'Œuvre de Tchekhov, mise en scène Benoît Lavigne : Astrov dans Oncle Vania et Smirnof dans L'Ours
- 2006 : Le Roi s'amuse de Victor Hugo, mise en scène Roche Antoine Albaladejo : Triboulet
- 2006 : Antigone de Jean Anouilh, mise en scène Laetitia Husson : Créon

## Musique (parodie)
- 2009 : Le rap des prénoms[6] du Palmashow avec David Marsais
- 2009 : Duo « Greenpeace » du Palmashow avec David Marsais, parodie du groupe Tryo
- 2010 : Sortez vous les doigts du cul du Palmashow avec David Marsais et des gens du web
- 2013 : C'est Dimanche ! du Palmashow avec David Marsais
- 2014 : Les monos de skis du Palmashow avec David Marsais, issu de Palmashow L'émission
- 2014 : Ma chérie du Palmashow, parodie de Mlle Valérie de Keen'v
- 2014 : à l'unisson du Palmashow avec David Marsais, parodie de Collective mon amour de Éléphant.
- 2014 : ça m'vénère du Palmashow avec David Marsais, parodie de J'me tire de Maître Gims
- 2014 : Gaspard et Baltazard du Palmashow avec David Marsais
- 2015 : The Bobo's "Quinoa" du Palmashow
- 2015 : Le Prince des Neiges du Palmashow avec David Marsais
- 2015 : Under Seventeen du Palmashow avec David Marsais
- 2016 : Danza Saisonniers du Palmashow avec David Marsais
- 2016 : PLM "Rappeurs sensibles" du Palmashow avec David Marsais
- 2017 : Les pères "Confesse toi" du Palmashow avec David Marsais
- 2019 : Le rap des papas modernes
- 2019 : Laristo ft Lady Djadja Trop de nanana du Palmashow avec David Marsais
- 2019 : HitClip Zadiste & Voltaire Babylone du Palmashow avec David Marsais, parodie de Outta Road de Naâman
- 2022 : Besoin de chanter de Simplement Dan pour le film Les Vedettes de Jonathan Barré avec David Marsais
- 2023 : Napz x SZH "En Avance" du Palmashow avec David Marsais

## Distinctions

### Récompense
- 2020 : prix d'interprétation masculine (avec David Marsais) au Festival international du film de Catalogne 2020 pour Mandibules